# Bak jezici
Bak jezici (privatni kod: bakk) skupina od (15) sjevernoatlantskih jezika raširenih uz atlantsku obalu Senegala i Gvineje Bisau. Sastoji se od tri uže skupine: Balant-Ganja s dva jezika; Jola s deset jezika i Manjaku-Papel s tri jezika.
a. Balant-Ganja jezici (2) Senegal, Gvineja Bisau: balanta-ganja,  balanta-kentohe,
b. Jola jezici (10):
b1. Bayot (1) Senegal: bayot,
b2. Jola vlastiti (9):
a. Jola centralni (6) Senegal, Gvineja Bisau: 
a1. Gusilay (2):  bandial, gusilay,
a2. Her-Ejamat (2): ejamat (jola-felupe), kerak,
a3. Jola-Fonyi (1): jola-fonyi,
a4. Jola-Kasa (1): jola-kasa,
b. Karon-Mlomp (2) Senegal: karon, mlomp.
c. Kwatay (1): Kuwaataay (Senegal)
c. Manjaku-Papel (3): mandjak, mankanya, papel.

## Vanjske poveznice
- Ethnologue (14th)
- Ethnologue (15th)